# Аутлан-де-Наварро
Аутлан-де-Наварро (исп. Autlán de Navarro) — город в Мексике, в штате Халиско, входит в состав одноименного муниципалитета и является его административным центром. Численность населения, по данным переписи 2020 года, составила 52 019 человек.

## Общие сведения
Название города составное: Autlán с языка науатль можно перевести как: место у водного пути, а Navarro дано в честь местного уроженца, генерала Паулино Наварро.
Поселение было основано в VII веке несколькими семьями тольтеков, переселившимися из поселения к юго-востоку от Аутлана.
В 1510 году вожди Аутлана — Капая и Копацин, а также другие вождества победили в войне за селитру.
В 1524 году регион был покорён конкистадорами во главе с Франсиско Кортесом, после чего началась евангелизация местного населения монахами-францисканцами.
27 марта 1824 года Аутлан получил статус вильи.
В 1837 году поселение упоминается как Аутлан-де-ла-Грана, по названию красителя кармин, получаемого местными жителями из насекомых кошениль для окрашивания тканей.
27 июля 1939 года поселение получило современное название в память о генерале Наварро, погибшего 23 декабря 1923 году при исполнении служебных обязанностей.
Аутлан-де-Наварро расположен в 190 км к юго-западу от столицы штата, города Гвадалахара, на федеральной трассе 80.

## Население
| Год  | Численность | Численность |
| ---- | ----------- | ----------- |
| 2000 | 39 310      | [ 7 ]       |
| 2005 | 42 112      | [ 8 ]       |
| 2010 | 45 382      | [ 9 ]       |
| 2020 | 52 019      | [ 10 ]      |